# Orschwihr
Orschwihr [ɔʁʃviʁ]  est une commune française située en Alsace, dans la circonscription administrative du Haut-Rhin et, depuis le 1er janvier 2021, dans le territoire de la Collectivité européenne d'Alsace, en région Grand Est.
Ses habitants sont appelés les Orschwihrois et les Orschwihroises.
Le 20 août 1989, le nom de la commune est transformé de Orschwir en Orschwihr.

La commune est jumelée avec Kerlouan, dans le Finistère.

## Géographie
Orschwihr (en allemand Orschweier) est situé au pied des Vosges au cœur du vignoble alsacien dans un vallon bordé à l'est par le Bollenberg, promontoire légendaire qui s'étale vers la plaine et vers l'est vers les contreforts montagneux de l'oberlinger-Liberberg.
Orschwihr fait partie de l'arrondissement de Thann-Guebwiller et du canton de Guebwiller. Le village est situé à 7 km de Guebwiller et à 26 km de Colmar et de Mulhouse également. Les communes les plus proches sont Bergholtz et Bergholtz-Zell au sud, Rouffach à l'est, Soultzmatt et Westhalten au nord et Guebwiller et Buhl à l'ouest.
C'est une des 188 communes du Parc naturel régional des Ballons des Vosges.
| Soultzmatt |               | Westhalten |
| Lautenbach | Orschwihr     | Rouffach   |
| Buhl       | Bergholtzzell | Bergholtz  |

### Lieux-dits et écarts
- Baumwerk ;
- Effenberg ;
- Kraheneck ;
- Lippelsberg ;
- Neuberg ;
- Paradis ;
- Pfingstberg (vignoble grand cru) ;
- Schild ;
- Sonnengläntzle ;
- Untere ;
- Untere Luft.

### Toponymie
- Alswilre, 1284 ;
- Olswilre, 1371 ;
- Orsweiler, 1531 ;
- Orswier, 1550 ;
- Orschweier, 1627.

### Hydrographie

#### Réseau hydrographique
La commune est dans le bassin versant du Rhin au sein du bassin Rhin-Meuse. Elle est drainée par le Holtzcanal,.

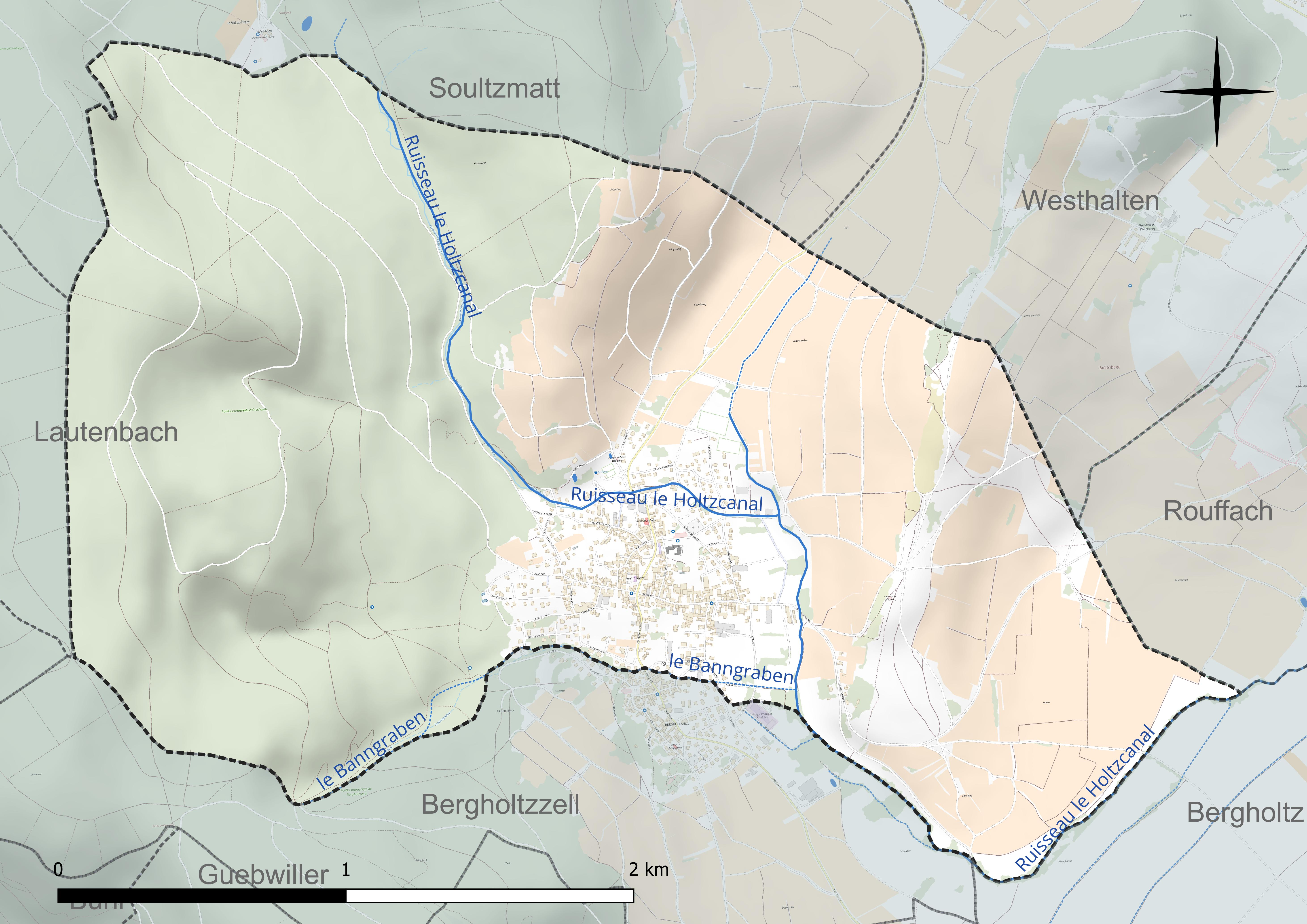
Réseau hydrographique d'Orschwihr.

#### Gestion et qualité des eaux
Le territoire communal est couvert par le schéma d'aménagement et de gestion des eaux (SAGE) « Lauch ». Ce document de planification concerne les bassins versants de la Lauch, de l’Ohmbach et du Rimbach, dont le territoire s'étend sur 358 km2. Le périmètre a été arrêté le 7 mars 2013 et le SAGE proprement dit a été approuvé le 15 janvier 2020. La structure porteuse de l'élaboration et de la mise en œuvre est le syndicat mixte « Rivières de Haute-Alsace ». 
La qualité des cours d’eau peut être consultée sur un site dédié géré par les agences de l’eau et l’Agence française pour la biodiversité. 

### Climat
Pour des articles plus généraux, voir Climat du Grand Est et Climat du Haut-Rhin.
En 2010, le climat de la commune est de type climat des marges montargnardes, selon une étude du Centre national de la recherche scientifique s'appuyant sur une série de données couvrant la période 1971-2000. En 2020, Météo-France publie une typologie des climats de la France métropolitaine dans laquelle la commune est exposée à un climat semi-continental et est dans la région climatique  Vosges, caractérisée par une pluviométrie très élevée (1 500 à 2 000 mm/an) en toutes saisons et un hiver rude (moins de 1 °C). 
Pour la période 1971-2000, la température annuelle moyenne est de 10,2 °C, avec une amplitude thermique annuelle de 17,2 °C. Le cumul annuel moyen de précipitations est de 861 mm, avec 9,6 jours de précipitations en janvier et 9,1 jours en juillet. Pour la période 1991-2020, la température moyenne annuelle observée sur la station météorologique de Météo-France la plus proche, « Guebwiller », sur la commune de Guebwiller à 3 km à vol d'oiseau, est de 11,4 °C et le cumul annuel moyen de précipitations est de 919,6 mm. 
La température maximale relevée sur cette station est de 39,9 °C, atteinte le 13 août 2003 ; la température minimale est de −16,3 °C, atteinte le 20 décembre 2009,,. 
Les paramètres climatiques de la commune ont été estimés pour le milieu du siècle (2041-2070) selon différents scénarios d'émission de gaz à effet de serre à partir des nouvelles projections climatiques de référence DRIAS-2020. Ils sont consultables sur un site dédié publié par Météo-France en novembre 2022.

## Urbanisme

### Typologie
Au 1er janvier 2024, Orschwihr est catégorisée bourg rural, selon la nouvelle grille communale de densité à sept niveaux définie par l'Insee en 2022.
Elle est située hors unité urbaine et hors attraction des villes,.

### Occupation des sols
L'occupation des sols de la commune, telle qu'elle ressort de la base de données européenne d’occupation biophysique des sols Corine Land Cover (CLC), est marquée par l'importance des forêts et milieux semi-naturels (56,2 % en 2018), une proportion identique à celle de 1990 (56,2 %). La répartition détaillée en 2018 est la suivante : 
forêts (50,9 %), cultures permanentes (30,9 %), zones urbanisées (8,4 %), milieux à végétation arbustive et/ou herbacée (5,3 %), zones agricoles hétérogènes (3,4 %), terres arables (1,1 %). L'évolution de l’occupation des sols de la commune et de ses infrastructures peut être observée sur les différentes représentations cartographiques du territoire : la carte de Cassini (XVIIIe siècle), la carte d'état-major (1820-1866) et les cartes ou photos aériennes de l'IGN pour la période actuelle (1950 à aujourd'hui).

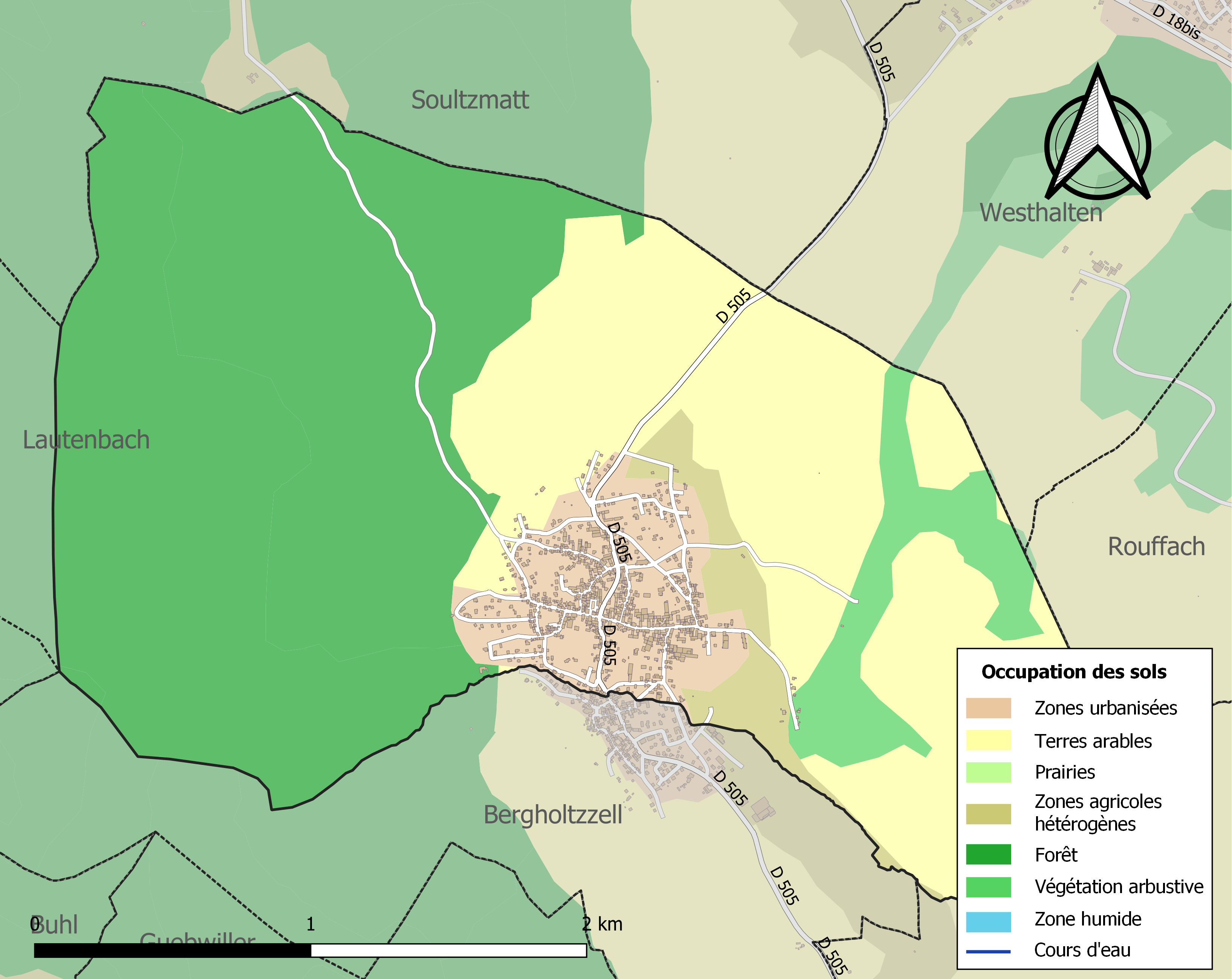
Carte des infrastructures et de l'occupation des sols de la commune en 2018 (CLC).

## Histoire

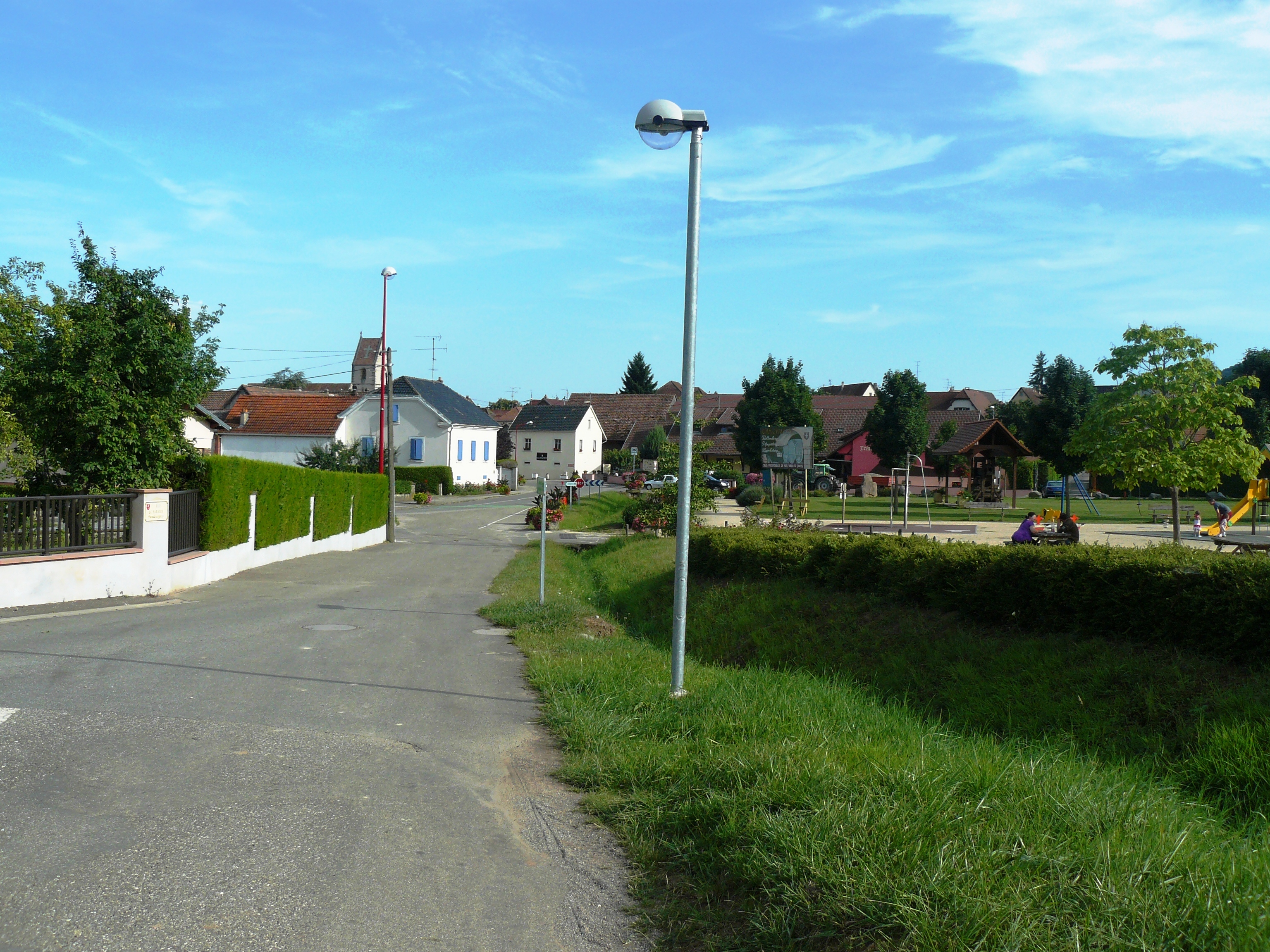
Le centre du village.

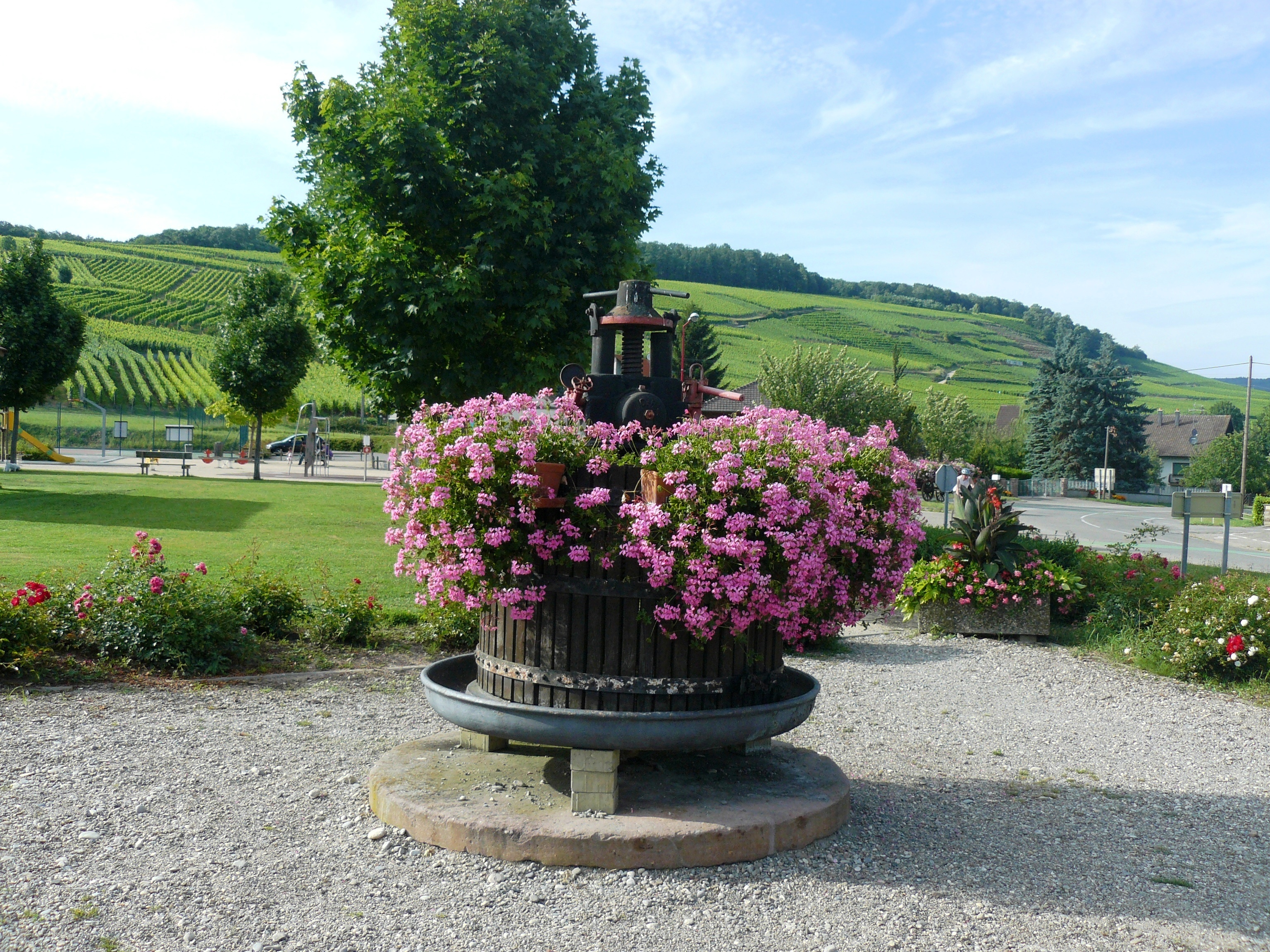
La place des jeux et au loin les coteaux de vignes.

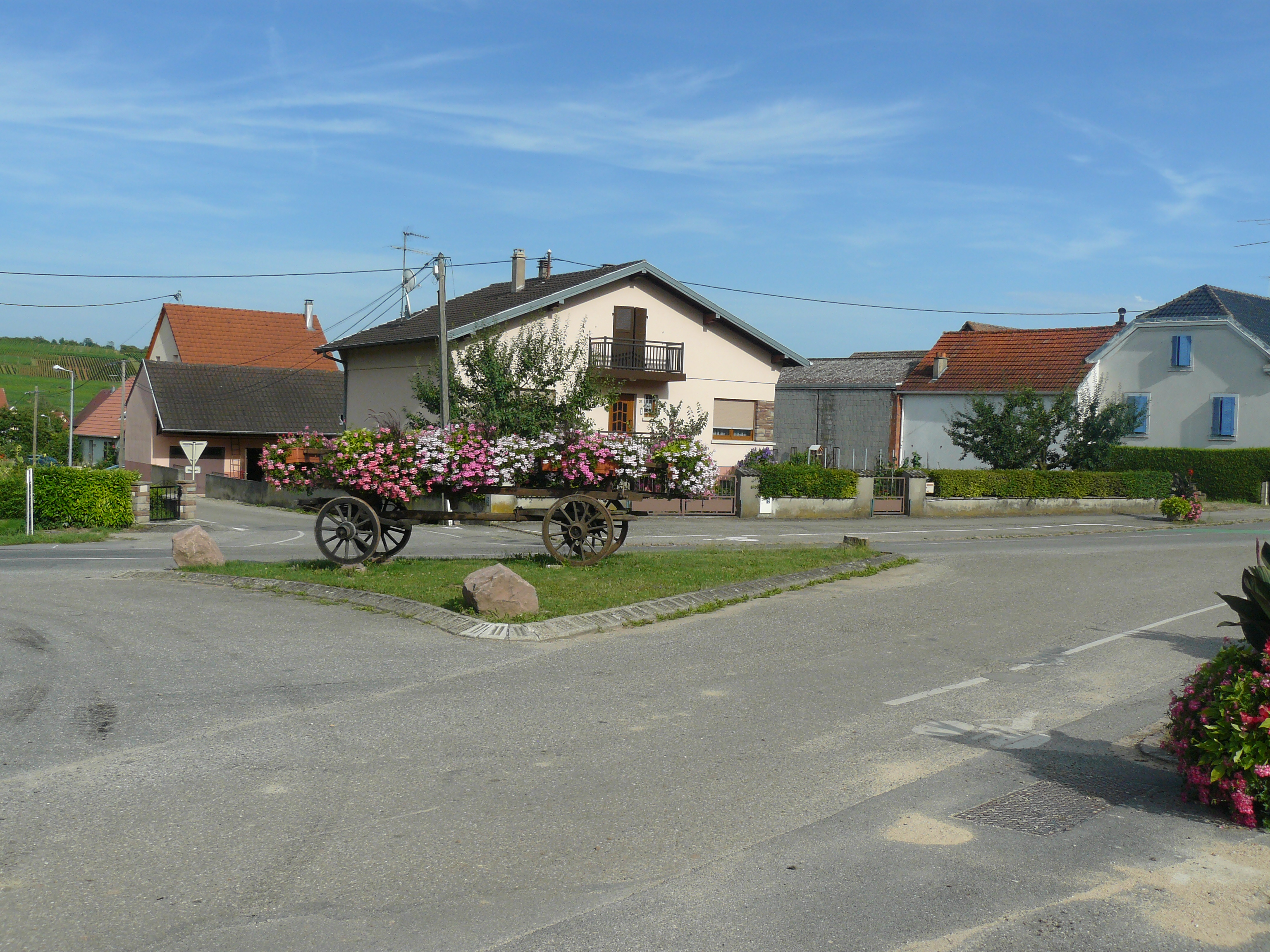
Le village.

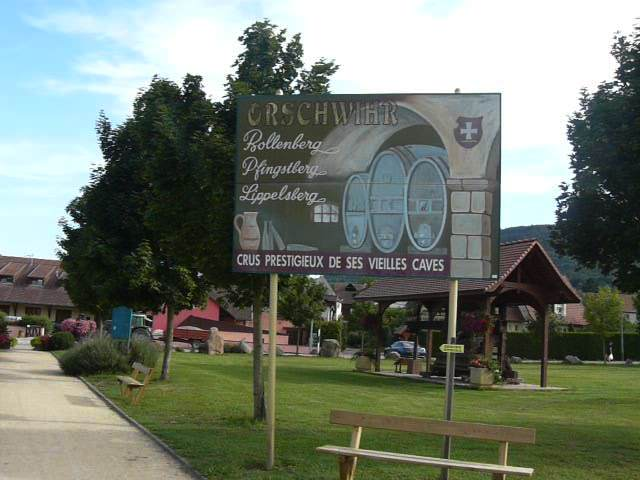
Panneaux vantant les grands crus dans le village.

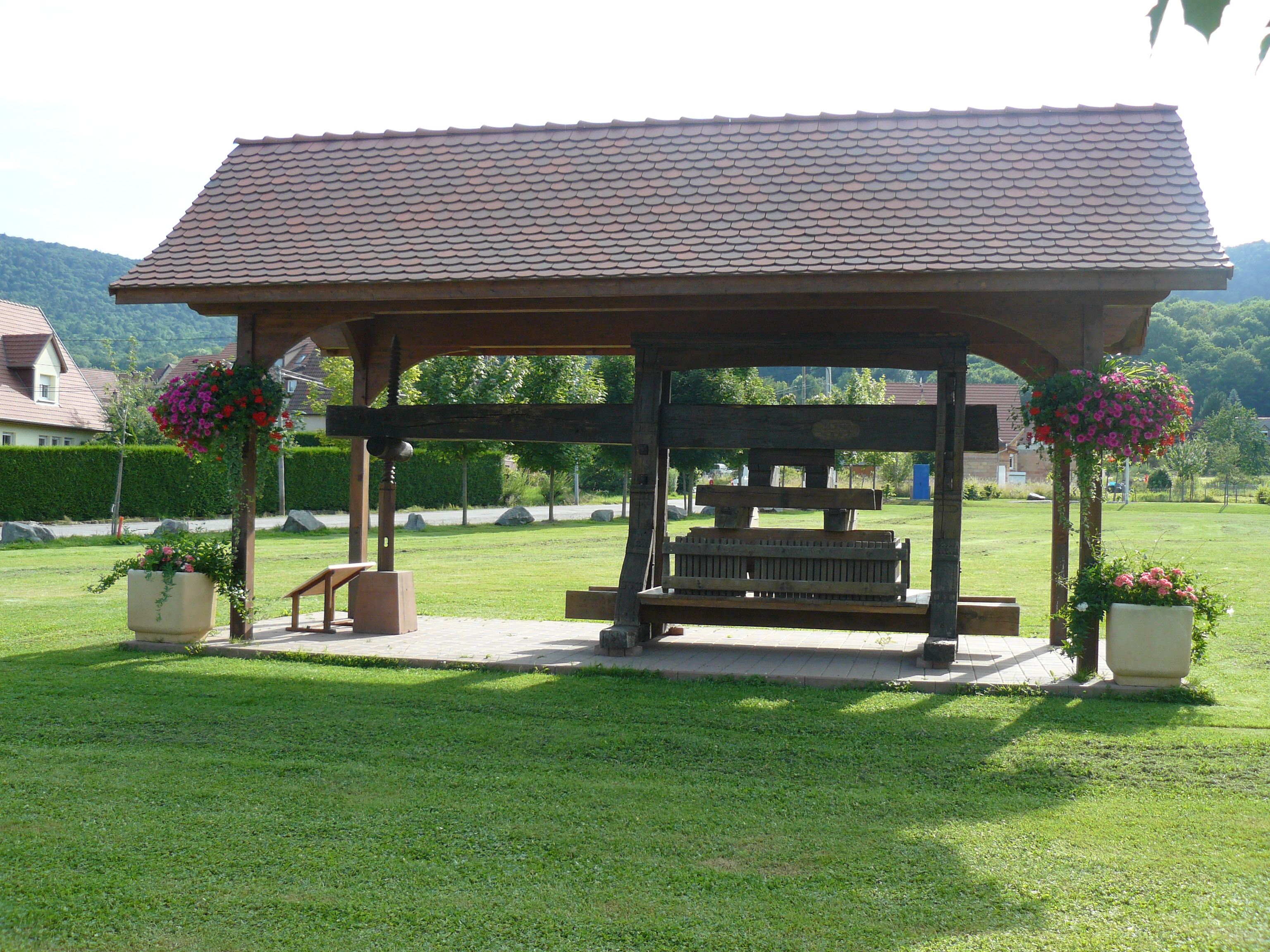
Un vieux pressoir exposé sur la place des jeux.

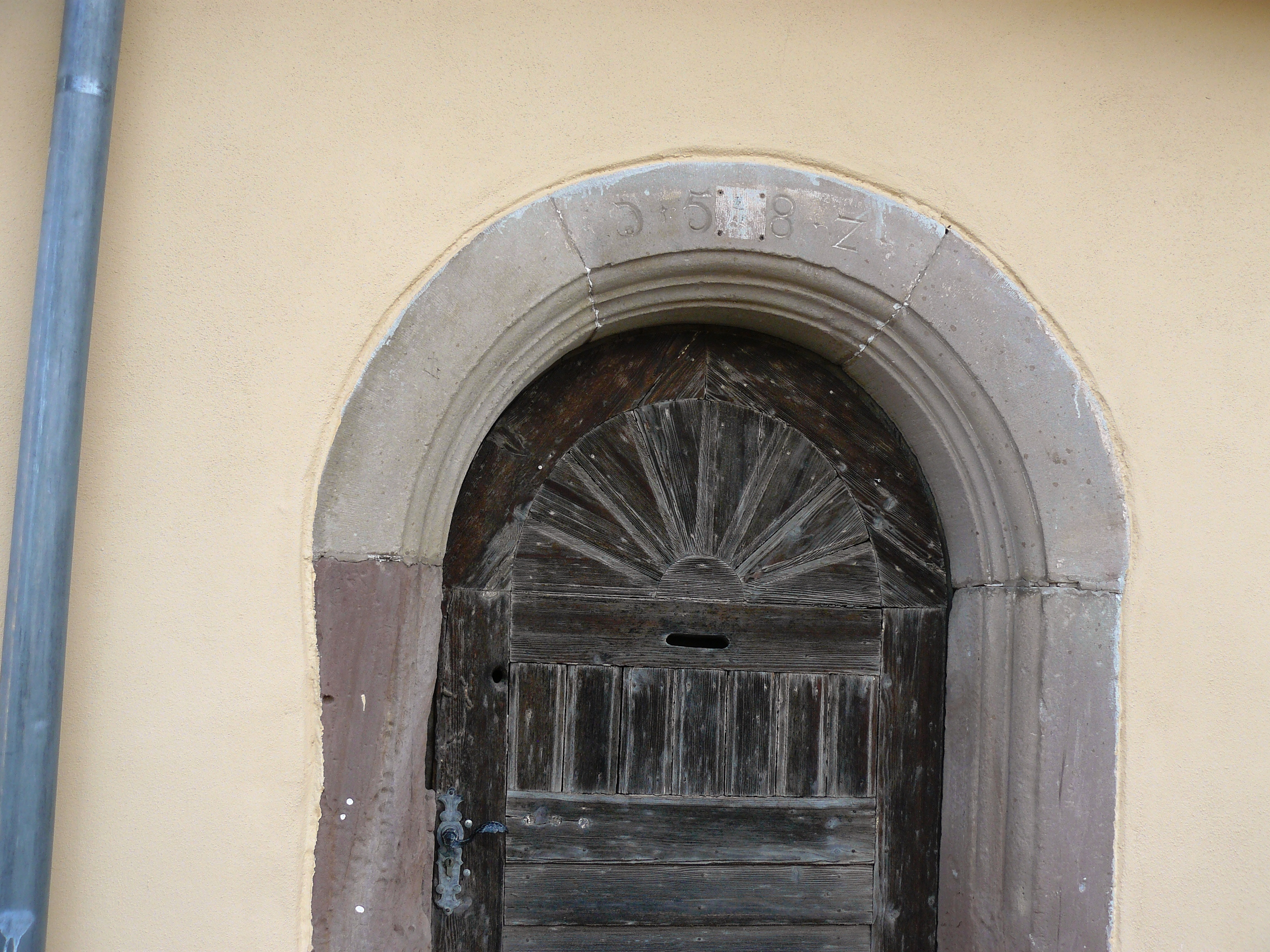
Porche d'une ancienne maison vigneronne (1582) transformée aujourd'hui en hôtel-restaurant.

Otalswilre est le nom le plus ancien que l'on rencontre concernant Orschwihr, dans un acte de donation du comte Eberhard d'Eguisheim  au couvent de Murbach en l'année 728. À partir du XIIe siècle, le village est rattaché au Mundat supérieur de l'évêque de Strasbourg.

### Une famille noble possédait le village
Une famille noble portait le nom du village. On rencontre en 1245 le nom de Rodolphe d'Alswilre, puis en 1279 le nom de Werner d'Alswilre, chevalier de l'ordre teutonique. Vers 1265 un moine prêcheur à Bâle, Henri d'Alswilre portait également le nom de ce village. Il n'existe cependant aucune preuve que cette famille ait habité la localité.

### Le village passe aux Habsbourg
Une cour colongère appartenait dès 1282 aux Habsbourg qui s'étendait en 1467 sur les bois, les prés et les pâturages.Cette cour est donnée en fief à partir de 1418 à la famille d'Andlau.
Guillaume Wolf, proche du roi Maximilien obtint en 1513 cette cour à titre de don, puis s'empressa de la vendre à l'évêque. En 1523 ce dernier céda l'ensemble de cette cour aux bourgeois d'Orschwihr contre mille florins des forêts à saint-Gangolphe, près de l'Oerlin Rain et de la vallée de Soultzmatt et l'étang de Saint-Wolfgang et la cour franche avec les terres y attenant.

### Le village pillé en 1375
En 1375, le village, alors propriété de Hermann de Schœnau, est pillé par les bandes d'Enguerrand VII de Coucy (1339-1397). Il resta dès lors à l'état de ruines.

### Un village de vignerons
Dès l'origine, le village vit surtout de la vigne car il bénéficie de collines bien exposées, surtout au Bollenberg et au Pfingstberg. Cette prospérité est attestée par les nombreuses maisons vigneronnes des XVIe et XVIIIe siècles, surtout dans le bas du village, le haut étant surtout occupé par les ouvriers et les petits vignerons. Les vignes du Lippelsberg et les impositions de la cour domaniales représentaient pour l'administration de Rouffach une intéressante source de revenus au Moyen Âge.

### Mathias Grunewald
Meister Matthysen dit Mathias Grünewald, peintre, venait souvent peintre ses tableaux dans le village. Il utilisait à cet effet la carrière d'Orschwihr. Mathias Grünewald est l'auteur du retable d'Issenheim dont le village est proche des lieux.

### La démographie
En 1801, le village compte 1 023 habitants et connaît un maximum démographique en 1851 avec 1358 habitants. Depuis ce temps là, la population a baissé de façon continue jusque dans les années 1960. La crise de la viticulture à la fin du XIXe siècle a provoqué un fort exode rural vers les villes de la région. Aucune industrie ne s'est implantée dans le village où le travail de la vigne conserve encore une grande importance. Une grande partie du terroir est désormais classé parmi les grands crus d'Alsace, témoignant ainsi de la qualité de la production locale. Orschwihr a perdu depuis un siècle une grande partie de sa population. De 1 285 habitants en 1871 elle est tombée à 817 en 1975.
La baisse a été régulière. Mais depuis 1968, 1970 et 1975 quelques lotissements ont été construits ce qui a fait remonter la démographie dans le village. Ce sont surtout de jeunes couples travaillant dans les grandes agglomérations (Guebwiller, Soultz, Mulhouse, Soultzmatt, Rouffach et Colmar) qui se sont installés dans le village.

### Économie et société
Orschwihr reste un village essentiellement agricole. Les deux versants du vallon produisent des vins de qualité. Les 214 ha de vigne occupent près de la moitié de la surface agricole totale du village. Le cadastre établi en 1828 recense 396 propriétaires. En 1980, sur 363 ha de superficie agricole utilisées, 69 ha le sont pour des céréales. Le nombre de viticulteurs est de 40 dont 34 qui commercialisent leur production. En 1977, Orschwihr comptait plus de 53 ouvriers-paysans et une seule entreprise de construction avec plus de dix ouvriers.

### Héraldique
| Blason d'Orschwihr | Les armes d'Orschwihr se blasonnent ainsi : « De gueules à la croix pattée allésée d'argent, soutenue d'un serpent contourné du même, ondolant en fasce, la tête levée vers le chef. » |

## Politique et administration

### Budget et fiscalité 2014

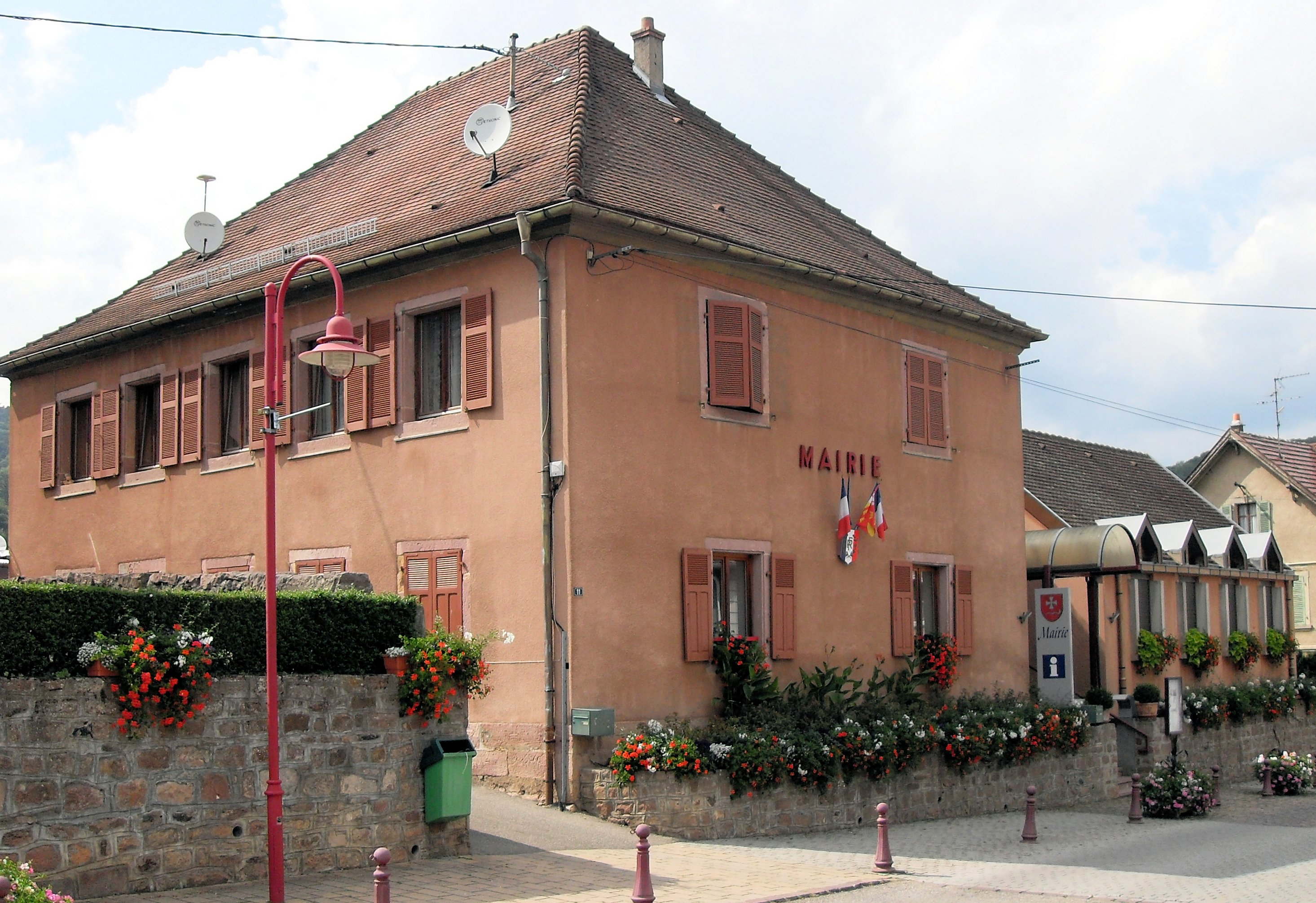
Mairie.

En 2014, le budget de la commune était constitué ainsi :
- total des produits de fonctionnement : 728 000 €, soit 689 € par habitant ;
- total des charges de fonctionnement : 621 000 €, soit 588 € par habitant ;
- total des ressources d’investissement : 973 000 €, soit 920 € par habitant ;
- total des emplois d’investissement : 774 000 €, soit 732 € par habitant.
- endettement : 368 000 €, soit 348 € par habitant.

Avec les taux de fiscalité suivants :
- taxe d’habitation : 10,51 % ;
- taxe foncière sur les propriétés bâties : 11,17 % ;
- taxe foncière sur les propriétés non bâties : 46,49 % ;
- taxe additionnelle à la taxe foncière sur les propriétés non bâties : 0,00 % ;
- cotisation foncière des entreprises : 0,00 %.

### Liste des maires
| Période                                  | Période  | Identité             | Étiquette | Qualité            |
| ---------------------------------------- | -------- | -------------------- | --------- | ------------------ |
| mars 2001                                | mai 2020 | Alain Grappe         | UMP       | Conseiller général |
| mai 2020                                 | En cours | Marie-Josée Staender |           |                    |
| Les données manquantes sont à compléter. |          |                      |           |                    |

## Démographie
L'évolution du nombre d'habitants est connue à travers les recensements de la population effectués dans la commune depuis 1793. Pour les communes de moins de 10 000 habitants, une enquête de recensement portant sur toute la population est réalisée tous les cinq ans, les populations de référence des années intermédiaires étant quant à elles estimées par interpolation ou extrapolation. Pour la commune, le premier recensement exhaustif entrant dans le cadre du nouveau dispositif a été réalisé en 2007.

En 2022, la commune comptait 1 021 habitants, en évolution de −2,95 % par rapport à 2016 (Haut-Rhin : +0,66 %, France hors Mayotte : +2,11 %).
| 1793  | 1800 | 1806  | 1821  | 1831  | 1836  | 1841  | 1846  | 1851  |
| ----- | ---- | ----- | ----- | ----- | ----- | ----- | ----- | ----- |
| 1 040 | 945  | 1 198 | 1 182 | 1 306 | 1 282 | 1 231 | 1 339 | 1 358 |

| 1856  | 1861  | 1866  | 1871  | 1875  | 1880  | 1885  | 1890  | 1895  |
| ----- | ----- | ----- | ----- | ----- | ----- | ----- | ----- | ----- |
| 1 244 | 1 293 | 1 330 | 1 285 | 1 218 | 1 197 | 1 174 | 1 200 | 1 143 |

| 1900  | 1905  | 1910  | 1921 | 1926 | 1931 | 1936 | 1946 | 1954 |
| ----- | ----- | ----- | ---- | ---- | ---- | ---- | ---- | ---- |
| 1 147 | 1 154 | 1 105 | 946  | 917  | 912  | 885  | 830  | 784  |

| 1962 | 1968 | 1975 | 1982 | 1990 | 1999 | 2006 | 2007 | 2012  |
| ---- | ---- | ---- | ---- | ---- | ---- | ---- | ---- | ----- |
| 768  | 780  | 817  | 812  | 849  | 920  | 972  | 979  | 1 052 |

| 2017  | 2022  | - | - | - | - | - | - | - |
| ----- | ----- | - | - | - | - | - | - | - |
| 1 043 | 1 021 | - | - | - | - | - | - | - |

## Lieux et monuments

### Église Saint-Nicolas

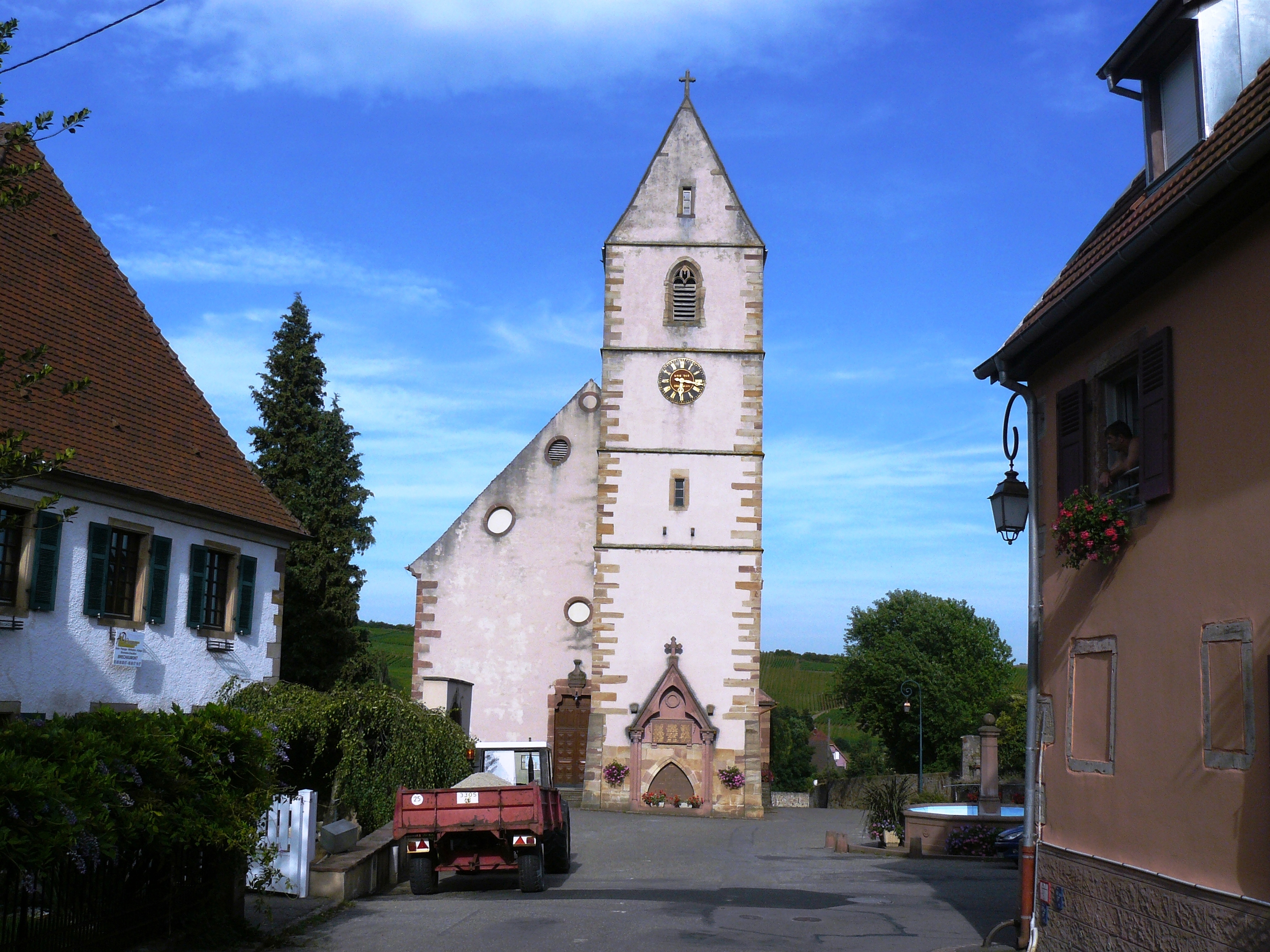
Église Saint-Nicolas.

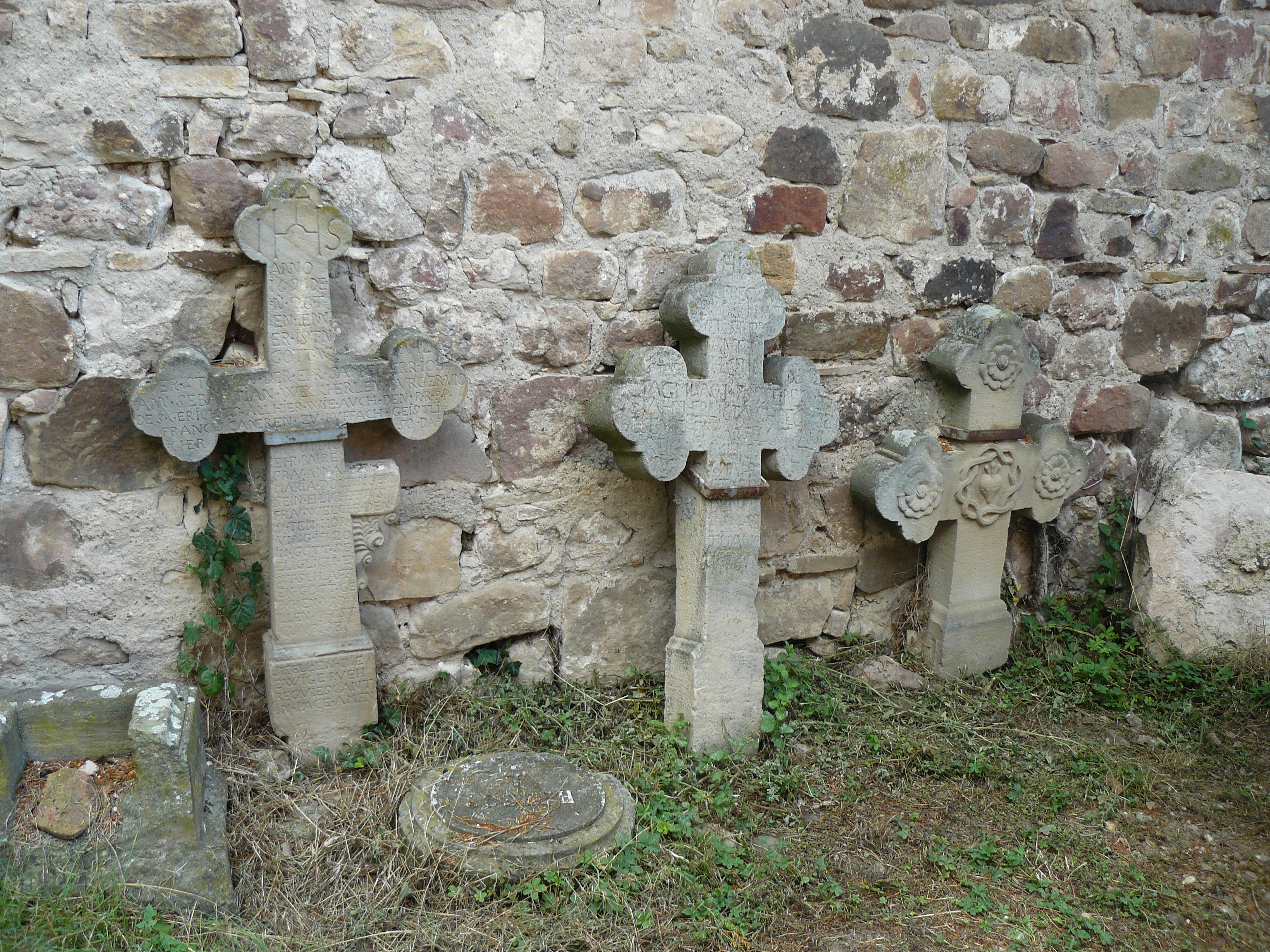
Anciennes tombes des curés d'Orschwihr (XVIIe siècle-XVIIIe siècle) à côté de l'église.

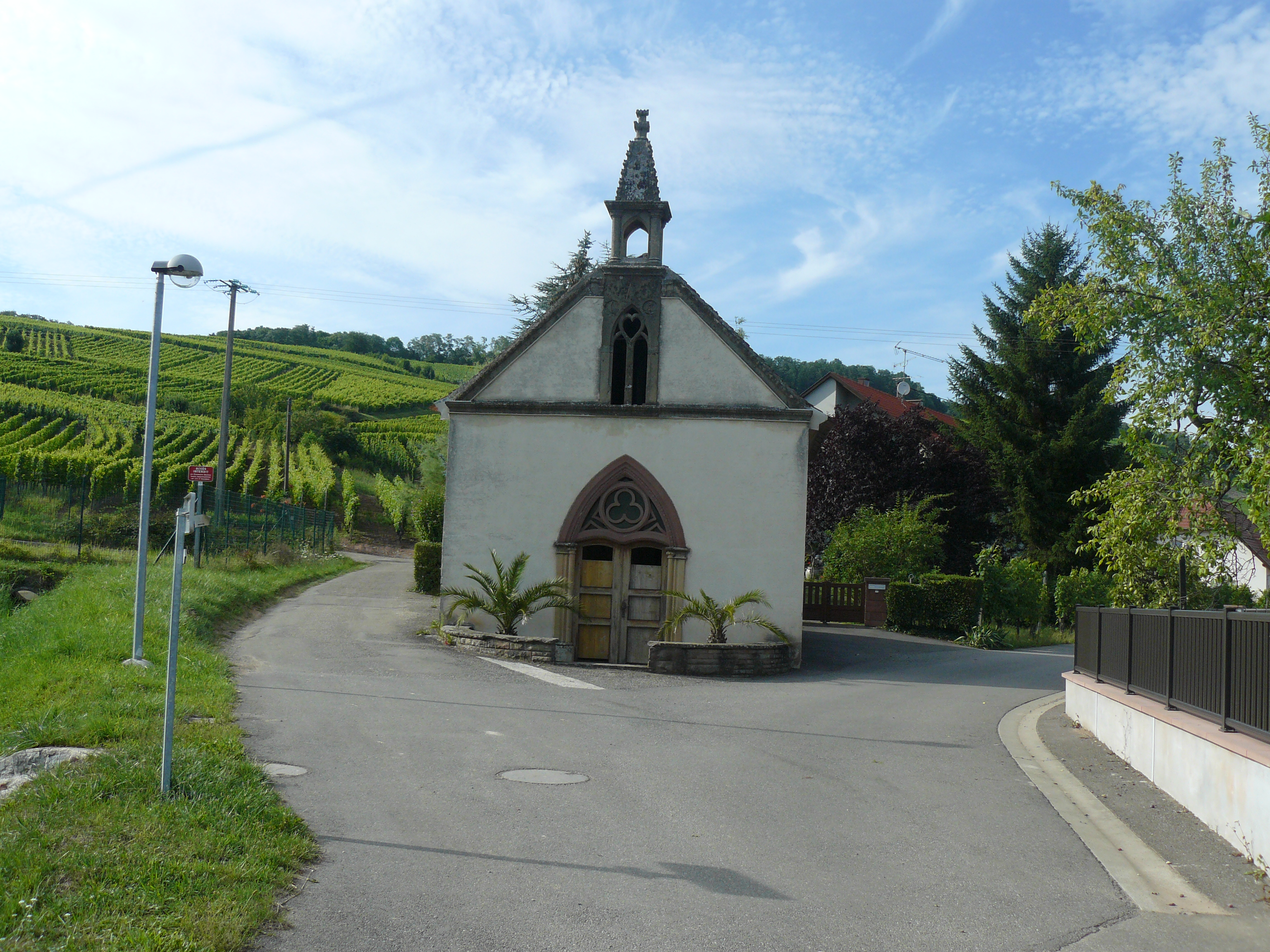
Chapelle Saint-Wolfgang.

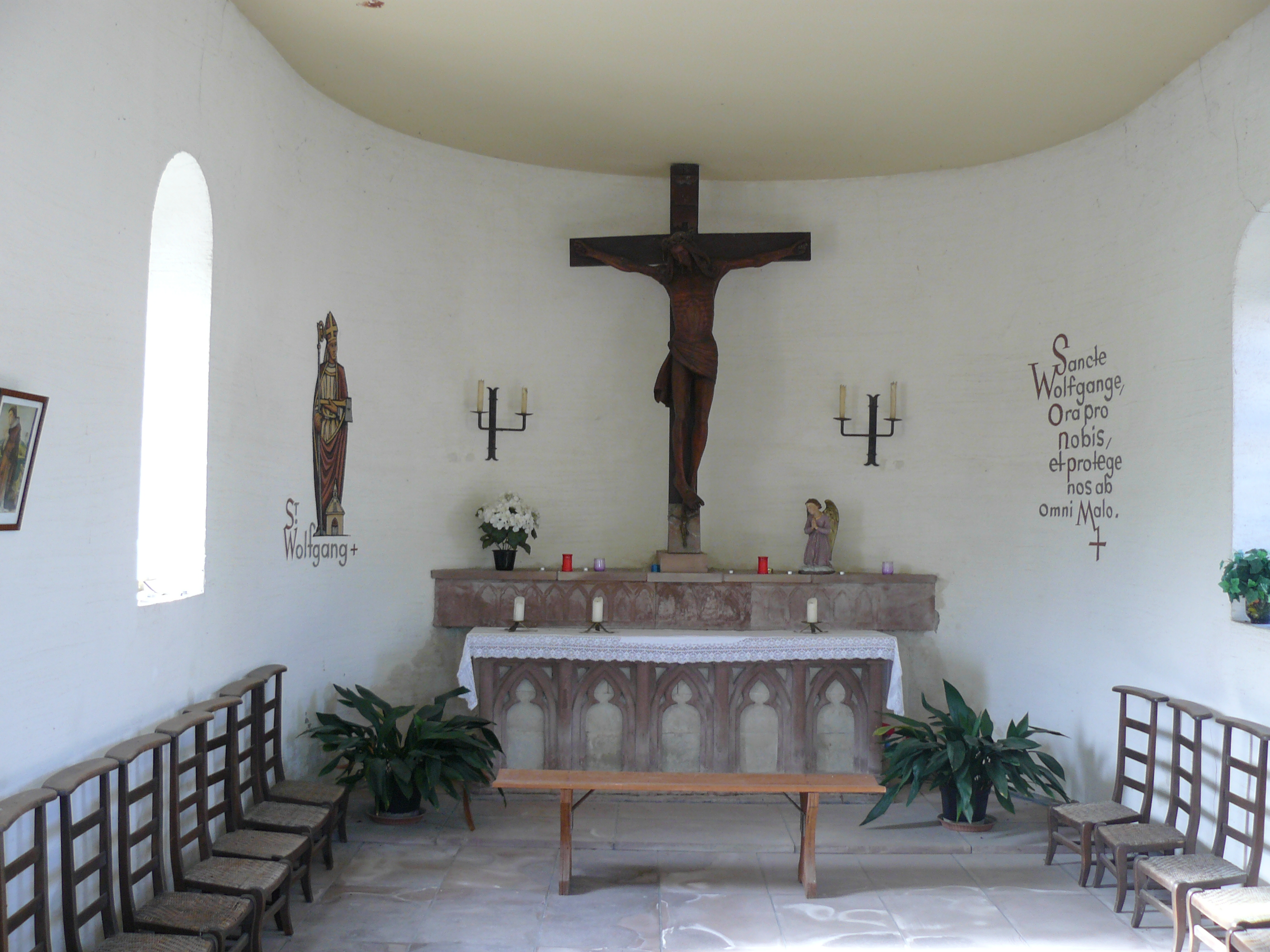
Intérieur de la chapelle Saint-Wolfgang.

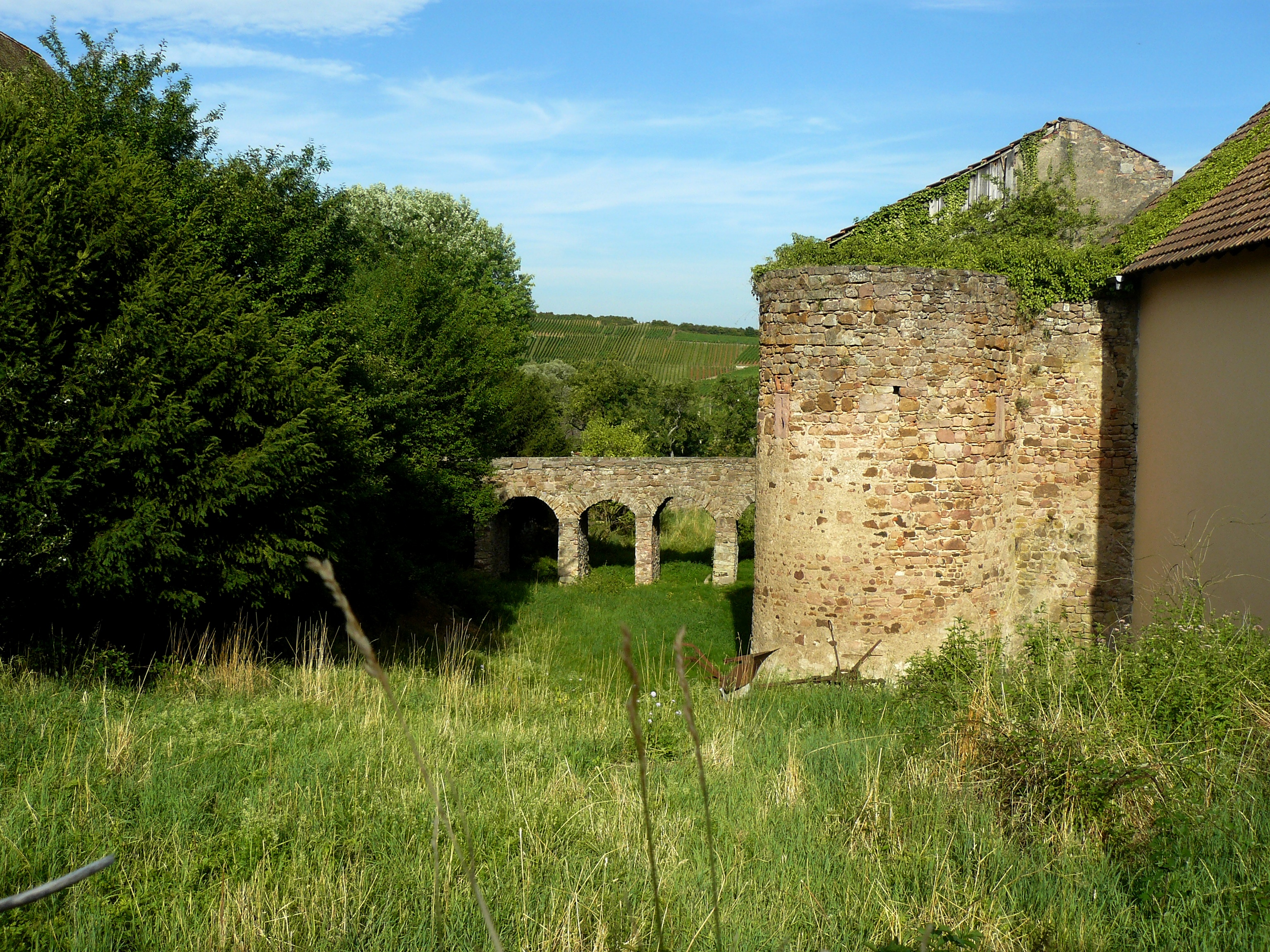
Les restes du château d'Orschwihr.

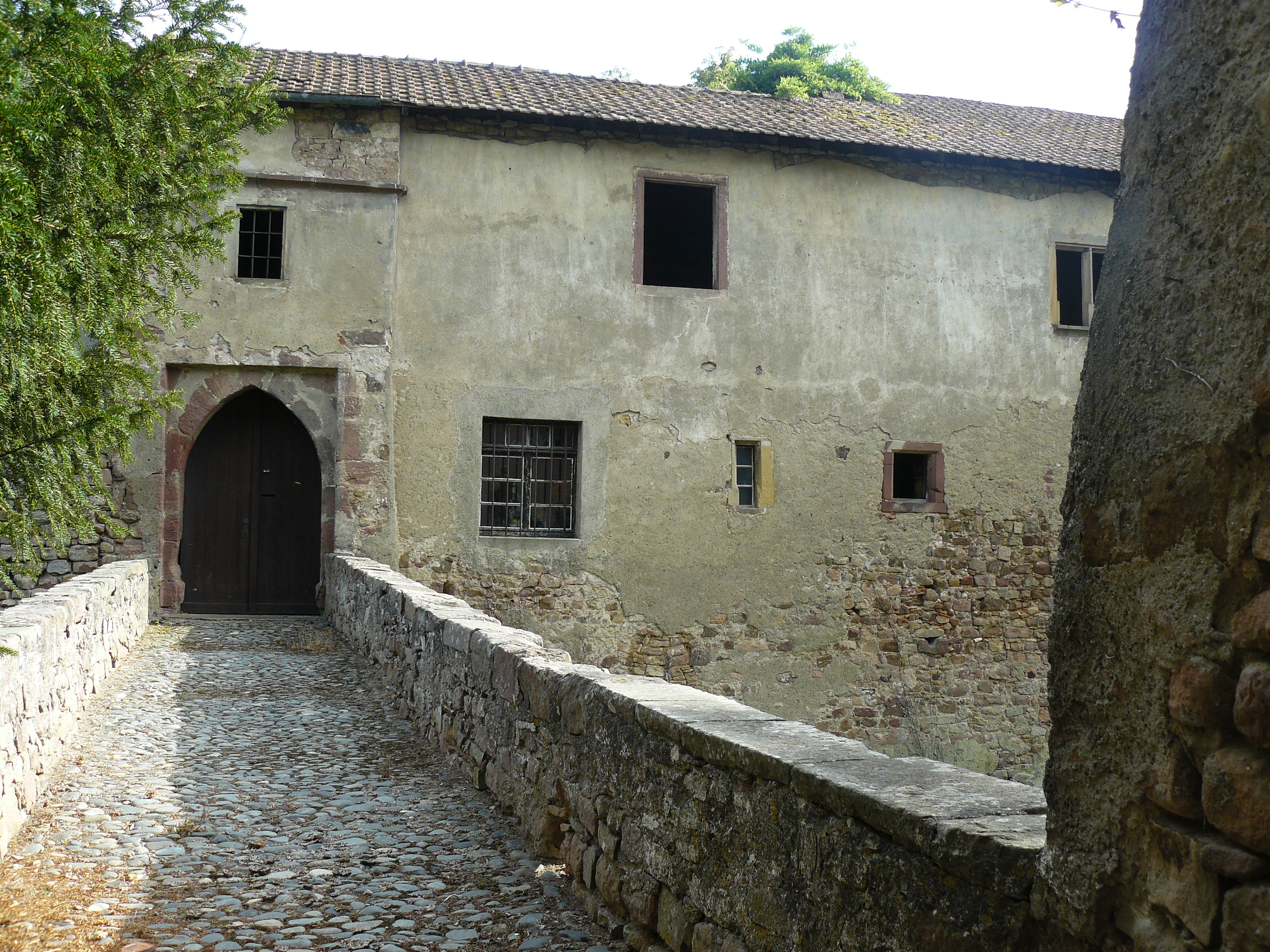
Restes du château d'Orschwihr - Entrée du château.

La première église mentionnée à Orschwihr date de l'année 1335. Depuis, l'édifice a été reconstruit, notamment entre 1547 et 1577. Au Moyen Âge, l'église-mère du Bollenberg, située sur la crête orientale, servait de lieu de culte à six communes, dont Orschwihr. Des fouilles entreprises en 1894 près de l'ancien chœur ont permis de mettre à la surface une série de tombes de la première ère chrétienne. L'un des sarcophages est actuellement exposé au Musée historique de Mulhouse.

Le projet de construire une nouvelle église dans le village même devait avoir l'approbation du seigneur, Nicolas Bollwiller. En 1550, l'église paroissiale devint indépendante, le village relevant auparavant de l'église-mère du Bollenberg. Le sanctuaire de style gothique se composait d'un clocher-porche, d'une nef charpentée et d'un chœur vouté. L'église étant trop petite pour accueillir les fidèles, elle fut reconstruite entre 1778 et 1782. On garda juste le clocher. La tour porte encore les dates de 1576 et 1577.
L'orgue de tribune a été réalisé par Stiehr-Mockers, facteur d'orgues à Seltz, et sa construction achevée le 28 novembre 1881,,,.

### La crèche de Noël d'Orschwihr
La crèche de Noël de l’église Saint-Nicolas d’Orschwihr a été achetée en 1919 auprès de la menuiserie Adolf Eydt de Elzach en Forêt Noire en Allemagne par le Curé Ernest Meyer (curé à Orschwihr de 1917 à 1954). Les menuisiers des Ets Eydt ont réalisé l'étable de la crèche. Les statues de très grandes qualités artistiques qui ornent la crèche sont en bois. Elles ont été réalisées par des sculpteurs de la Sté Insam et Prinoth de Sankt Ulrich dans le Tyrol du Sud. La crèche sera montée pour la première fois pour Noël 1920.[réf. nécessaire]

### Chapelle Saint-Wolfgang
Située route de Soultzmatt, la version actuelle de la chapelle remonte à 1850. Elle est citée depuis 1394. Elle est vendue en 1793 comme bien national, puis détruite en 1798 et rebâtie au même emplacement en 1850. La paroisse érigea cette chapelle sous le vocable de la Sainte-Croix, puis plus tard sous saint-Wolfgang, patron des vignerons. Les deux statues de saint Nicolas et de saint Urbain (XVIe siècle) qui s'y trouvaient autrefois sont depuis conservées au presbytère,.

### Chapelle des Sorcières
La chapelle du Bollenberg ou chapelle Sainte-Croix appelée aussi chapelle Sainte-Appolonia ou simplement chapelle des Sorcières (ici "Haksekapel"),. L'endroit est en effet, selon la tradition, un lieu de prédilection pour le sabbat des sorcières de la région.

### Chaire
Chaire à prêcher.

### La Vierge à l'enfant (XVIIIesiècle)
Statue "Vierge à l'Enfant".

### Monument funéraire de l'abbé François Xavier Schall
Monument funéraire érigé en 1807.

### Maisons vigneronnes
Le service régional de l'inventaire a procédé à un inventaire complet des maisons de vignerons.

### Ancien presbytère
Maison-presbytère, Le mur de clôture et la porte datée 1564,.

### Croix de chemin
Lors de la rénovation de l'église en 1978, le curé François Juncker enlèvement beaucoup d'ornements et tableaux dans l'église ainsi que les tableaux du chemin de croix. Ses tableaux sont maintenant stocké dans le clocher.

## Les châteaux forts
Deux châteaux forts existaient autrefois sur la banc de la commune,,.

### Château d'Orschwihr
Il existait un manoir dont l'origine remonte au XVe siècle. Les Andlau le tenait en fief jusqu'en 1524, puis cédèrent l'ensemble à Jean de Rixheim une famille noble. Vingt ans plus tard cette propriété est cédée aux nobles d'Erdmannsdorf, puis parviendra par mariage aux Truchsess de Rheinfelden. En 1722, le château est incendié, puis reconstruit. Après sa reconstruction il passa entre les mains de Griset. Son dernier propriétaire fut François Willemann, conseiller à la chambre de compte des évêques, qui renonça en faveur de son seigneur à ses droits. Vendu pendant la Révolution comme bien national, le château et ses dépendances furent transformés en exploitation agricole. Victime d'un nouvel incendie en 1934, il ne subsiste plus de nos jours que des anciennes fortifications, les restes de deux tours et un pont en pierre enjambant l'ancien fossé.

### Château du Stettenberg
Le vieux château connu sous le nom de Stettenberg était situé en dehors du village dans le vallon du Quirenbach. Il remonte probablement au XIIe siècle. Au XIIIe siècle, il appartenait à la branche bâloise de la famille Mönsch. En 1375, il fut pillé par les bandes d'Enguerrand de Coucy, alors qu'il était passé entre les mains de Hermann de Schœnau. Il se composait d'un donjon carré aux murs habillés d'un parement à bossage récupéré ensuite par les habitants des lieux. Des bâtiments annexes s'y trouvaient à proximité. Depuis cette date, le château resta en ruine. Les ruines sont acquises en 1522 par le village,.

## Personnalités liées à la commune
- Mathias Grünewald, peintre.
- Victor Rich (1847-1932), architecte du Monument aux Girondins de Bordeaux, est né à Orschwihr.